# Thalatta ! Thalatta !
Thálatta! Thálatta! (grec moderne : Θάλαττα! θάλαττα! — La Mer ! La Mer !) est le cri que poussèrent les Dix-Mille grecs apercevant les rivages du Pont-Euxin depuis les hauteurs de la chaîne pontique, sur les pentes du mont Θήχης (Théchès, aujourd'hui mont Madur (en)) près de Trébizonde (Trabzon), à l'issue de la longue retraite relatée par Xénophon dans l'Anabase. 
À la demande de Cyrus le Jeune, ils s'étaient engagés comme mercenaires jusqu'au milieu de l'immense Empire Perse, avant de s'engager finalement, invaincus, dans une longue retraite à travers la Syrie, la Babylonie et l'Arménie, jusqu'aux rives de la mer Noire. Le cri d'enthousiasme des Grecs devant les rivages enfin retrouvés fut relaté par leur commandant Xénophon, et est demeuré célèbre.

## Linguistique
Thálatta (θάλαττα) est la forme attique du mot. En grec ionique, byzantin et moderne, le mot se prononce thálassa (θάλασσα).

## Texte original
« Et ils arrivent sur le mont le cinquième jour : il s'appelait Théchès. À peine les premiers arrivés en eurent-ils atteint le sommet, qu'un grand cri  s'éleva. A ce bruit Xénophon et ceux de l'arrière-garde s'imaginèrent que l'ennemi les attaquait aussi en tête, car ils étaient suivis en queue par les gens du  pays qu'ils avaient brûlé; ils en avaient même tué, capturé plusieurs dans une embuscade; ils avaient pris aussi des boucliers, une vingtaine, couverts de cuir de  bœuf non tanné, qui avait encore son poil. 
Comme les cris grandissaient à mesure qu'on approchait, que les gens qui ne cessaient d'arriver se précipitaient en hâte vers ceux qui ne cessaient de crier, et  que la clameur devenait plus retentissante à mesure que grandissait leur nombre, Xénophon jugea qu'il se passait quelque chose qui n'était pas ordinaire; il saute  sur son cheval, prend avec lui Lykios et ses cavaliers, s'élance au secours. Et voilà que bientôt ils entendent les soldats qui criaient : « La mer ! La mer ! ». Le  mot volait de bouche en bouche.
Tous prennent alors leur élan, même ceux de l'arrière-garde; les attelages couraient, et aussi les chevaux. 
Quand tout le monde fut arrivé sur le sommet, alors ils s'embrassaient les uns les autres, ils embrassaient aussi les stratèges et les lochages, en pleurant. Et tout à coup, sans qu'on sût qui en avait donné l'ordre, les soldats apportent des pierres et dressent  un  grand  tertre. Ils y accumulent en tas des peaux de bœuf  non tannées, des bâtons et les boucliers d'osier qu'ils avaient capturés ».
(Xénophon, Anabase, 4, 7)